# یکپارچه‌سازی سامانه
یکپارچه‌سازی سامانه‌ (به انگلیسی: System integration) در مهندسی، فرایندی است که در آن زیر-سامانه ها‌‌ در کنار هم گردآوری می شوند به گونه ای که این زیر-سامانه ها در کنار هم به عنوان یک سامانه بزرگ تر عمل کنند. در فناوری اطلاعات، یکپارچه سازی سامانه‌ای فرایند ارتباط دادن اجزای مختلف سامانه‌های رایانه‌ای و برنامه‌های نرم‌افزاری است به طوری که به عنوان یک مجموعه کلی هماهنگ عمل کنند؛ این عمل می‌تواند به شکل فیزیکی یا عملکردی باشد.
یکپارچه ساز سامانه، سامانه‌های مجزا را به هم پیوند می‌دهد؛ این کار با بکار بردن گستره‌ای از روشها مانند شبکه‌های رایانه‌ای، یکپارچه سازی سامانه‌های سازمانی، مدیریت فرایندهای تجاری یا برنامه‌نویسی دستی اتفاق می‌افتد.